# Ceratina bilobata
Ceratina bilobata är en biart som beskrevs av Cockerell 1937. Ceratina bilobata ingår i släktet märgbin, och familjen långtungebin. Inga underarter finns listade i Catalogue of Life.